# Louis François Armand de Vignerot du Plessis de Richelieu
Louis François Armand de Vignerot du Plessis, hertig av Richelieu, född den 13 mars 1696 i Paris, död där den 8 augusti 1788, var en fransk statsman och militär. Han var systersons sonson till Armand Jean du Plessis de Richelieu och farfar till Armand Emmanuel du Plessis de Richelieu.

## Biografi
Richelieu kom redan som barn till hovet. Han tyckte om kärleksäventyr, och två gånger förde de  honom till Bastiljen; vilket även hans  obetänksamma delaktighet i Cellamares sammansvärjning gjorde 1719. 
År 1725 sändes han som ambassadör till Wien, där han med framgång motarbetade det spanska inflytandet. I Polska tronföljdskriget visade han personlig tapperhet. När han återvände till hovet involverade han sig i dess intriger. Han tog uppdrag som guvernör i Languedoc varigenom han så småningom vann kungens förtroende.  
Richelieu hjälpte hertiginnan av Chateauroux till en ställningen som erkänd kunglig mätress 1742, vilket gjorde att han, för en tid, blev en av hovets inflytelserikaste personligheter. Han förmådde kungen att gå i fält mot österrikarna, åtföljde honom som adjutant och bidrog till segern vid Fontenoy (1745). Han blev belönad för sina förtjänster med marskalkstaven (1748) och återvände efter fredsslutet till Paris. Där han anslöt till madame de Pompadours parti. 
Då kriget med England började lyckades Richelieu genom en kupp ta besittning över ön Menorca (1756). Som befälhavare för den franska armén i Nordtyskland följande år vann han militära framgångar, men omintetgjorde dem genom det ofördelaktiga stilleståndet i Kloster-Zeven (1757). Han hade dålig disciplin  på sina trupper och då stilleståndet uppsagts, tvingades han retirera. Han avsattes 1758 för att sedan aldrig mer återvända i fält. 
Genom de plundringar som han tillåtit armén i Hannover hade han förbrukat den popularitet han fått efter segern 1756. Istället gav folket i Paris honom öknamnet "père la maraude" (svenska: Fader plundraren). 
Återstoden av sitt liv delade han mellan sina plikter som guvernör i Guyenne och livet vid hovet. Richelieu var en av de mest utpräglade representanterna för 1700-talets Frankrike. 
Han hade inga spår av moraliska principer, han var ytlig, lättsinnig och flärdfull, vilket gjorde att han helt och hållet gick upp i hovets  intriger. Hans otaliga kärleksäventyr som sträckte sig ända till hans höga ålderdom har över tid utsmyckats och blivit ordspråk i Frankrike. Han var inte särskilt kunnig militär, men han var djärv vilket belönades med framgång. 
Richelieu var gift tre gånger; i sitt andra gifte (med en prinsessa av huset Guise) hade han en son och en dotter, dottern blev den berömda grevinnan Egmont.